# Crypto

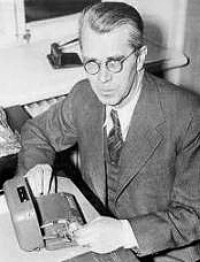
Boris Hagel w 1940 roku

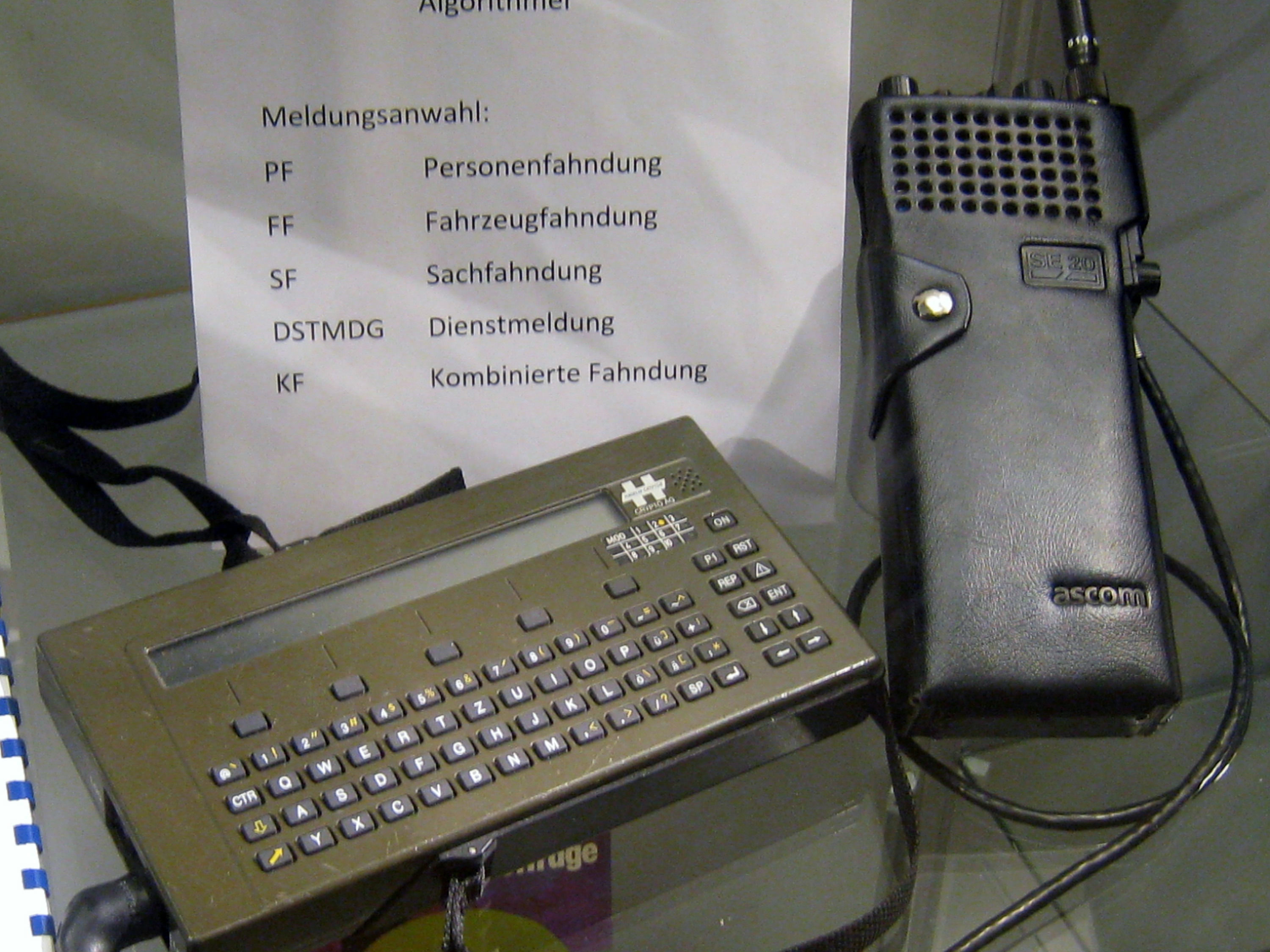
Krótkofalowka szwajcarskiej straży granicznej z urządzeniem szyfrującym Crypto AG

Crypto AG – producent mobilnych urządzeń szyfrujących.

## Historia
Początki firmy sięgają II wojny światowej, gdy szwedzki przedsiębiorca Boris Hagelin założył przedsiębiorstwo produkujące przenośne maszyny szyfrujące. Pod koniec tzw. dziwnej wojny w 1940 roku i zajęciu Norwegii przez Niemcy, Hagelin uciekł do USA gdzie rozpoczął współpracę z armią amerykańską. Po zakończeniu wojny przeniósł się do Szwajcarii.
Według ustaleń dziennika Washington Post, w 1970 roku firma została kupiona przez  amerykańską CIA i wywiad RFN – BND. W 1993 roku Niemcy odsprzedli udziały amerykańskim służbom. W 2004 roku z przedsiębiorstwa wycofali się również Amerykanie.
W 2018 roku firma podzieliła się na dwa podmioty: – CyOne AG, która obsługuje rynek szwajcarski; – Crypto International AG, zakupioną przez szwedzkiego inwestora.

## Klienci
Dzięki dostępowi do danych z urządzeń szyfrujących produkowanych przez Crypto AG, amerykański wywiad miał dostęp do informacji niejawnych 120 krajów na świecie. Z lepiej znanych opinii publicznej wydarzeń, CIA miała pozyskiwać w ten sposób informacje podczas wojny argentyńsko-brytyjskiej o Falklandy, podczas rewolucji islamskiej w Iranie z 1979 roku, czy zdemaskować udział Libii w ataku terrorystycznym na dyskotekę w Berlinie w 1986 roku. Przez urządzenia Crypto AG nie inwigilowano natomiast działań służb ZSRR, państw Układu Warszawskiego  i Chin w związku z istniejącą w tych krajach blokadą na zakup urządzeń szwajcarskiego producenta.